# Château de la Roche (Ollon)
Pour les châteaux du même nom, voir Château de La Roche.
Le château de la Roche est une maison forte médiévale située à Ollon, dans le canton de Vaud en Suisse. Elle est l’une des dernières constructions de ce type conservées dans le Chablais vaudois.

## Histoire
Le château de la Roche est un bâtiment complexe, qui s’est progressivement développé à partir d’une tour carrée édifiée peut-être vers 1200, par les membres de la famille de la Tour, souche noble valaisanne qui était alors en charge pour le vidomnat d’Ollon, dépendant de l’abbaye de Saint-Maurice. En 1305, le nouveau vidomne d’Ollon est en 1305 le chevalier Bourcard de la Roche, qui a pu hériter de la famille de la Tour, à laquelle il était apparenté. Ce dernier, peut-être, procède durant la première moitié du XIVe siècle à un important agrandissement, avec dédoublement du volume habitable et création d’une cour orientale.
Vers 1345, les biens de Jean de la Roche sont acquis par Mermet de Rovéréaz, époux de Jeannette de la Roche. De nouvelles transformations sont alors attestées par l’archéologie. En 1386 apparaît, dans les archives, la première mention explicite du château de la Roche. La famille de Rovéréaz détient le château durant près de 250 ans.
Entre 1475 et 1700 environ cette demeure est un siège noble important, que se partagent divers membres de la famille de Rovéréaz. Ceux-ci investissent à diverses reprises des sommes considérables dans la rénovation et le développement de l’édifice. L’ancienne charpente, monumentale, a été datée par dendrochronolgie de 1512 et certains éléments décoratifs, sculptés dans la pierre, semblent renvoyer à Pierre Guigoz, tailleur de pierres et maître d’œuvre de talent. Un ultime intervention importante entreprise par les Rovéréaz, au plus tard au début du XVIIe siècle est la construction d’un escalier à l'italienne, c'est-à-dire à rampes droites tournant en équerre et à repos intermédiaires, éclairé de fenêtres à coussièges.
Une pierre, trouvée sur le sol du premier étage, porte l’inscription « C*A*C*A*V*1*6*5*4 ». Ce vestige renvoie assurément à Claude Améan et Claude Anthoina Vernet, née de Rovéréa, qui se sont mariés en 1634. Au début du XVIIIe siècle, l’édifice appartient encore à la famille Améan. Mais dès lors, les détenteurs ne procèdent plus qu'à des travaux d'entretien.
Malgré son classement comme monument historique en 1976, sa toiture s’est effondrée en 1982, faute d’entretien. La ruine, qui a pour peu failli être abandonnée à son sort, a pu être sauvée par l’engagement d’enthousiastes qui se sont constitués en association. Des études historiques et archéologiques ont été conduites entre 1982 et 2003, travaux au cours desquels on a relevé également bon nombre de graffiti intéressants.
Classé monument historique en 1976 par le canton de Vaud, le bâtiment a été restauré par étapes entre 1987-2010. Il est inscrit à l'inventaire suisse des biens culturels d'importance cantonale.